# José Humberto Quintero
José Humberto Quintero Parra (Mucuchíes, Mérida, Venezuela, 22 de septiembre de 1902-Caracas, Distrito Federal, Venezuela, 8 de julio de 1984) fue un religioso, humanista, periodista, ensayista, escritor, poeta, historiador, artista y orador venezolano.
Fue el primer cardenal de la historia de Venezuela y una de las más reconocidas y notorias figuras intelectuales de Venezuela durante el siglo XX. Extraordinario orador tanto de temas religiosos, como históricos y políticos, destacando de los últimos sus intervenciones en alusión al libertador, Simón Bolívar, durante la celebración de su centenario en Estado Mérida, siendo este y otros discursos recopilados en el libro, Páginas Bolivarianas. A su obra se suman numerosos trabajos sobre historia eclesiástica de Venezuela, sobre Bolívar y varios libros de memorias.
Fue miembro de la Academia de la Historia de Venezuela y de la Academia Venezolana de la Lengua además de recibir numerosos reconocimientos por su labor.

## Biografía

### Inicios y estudios

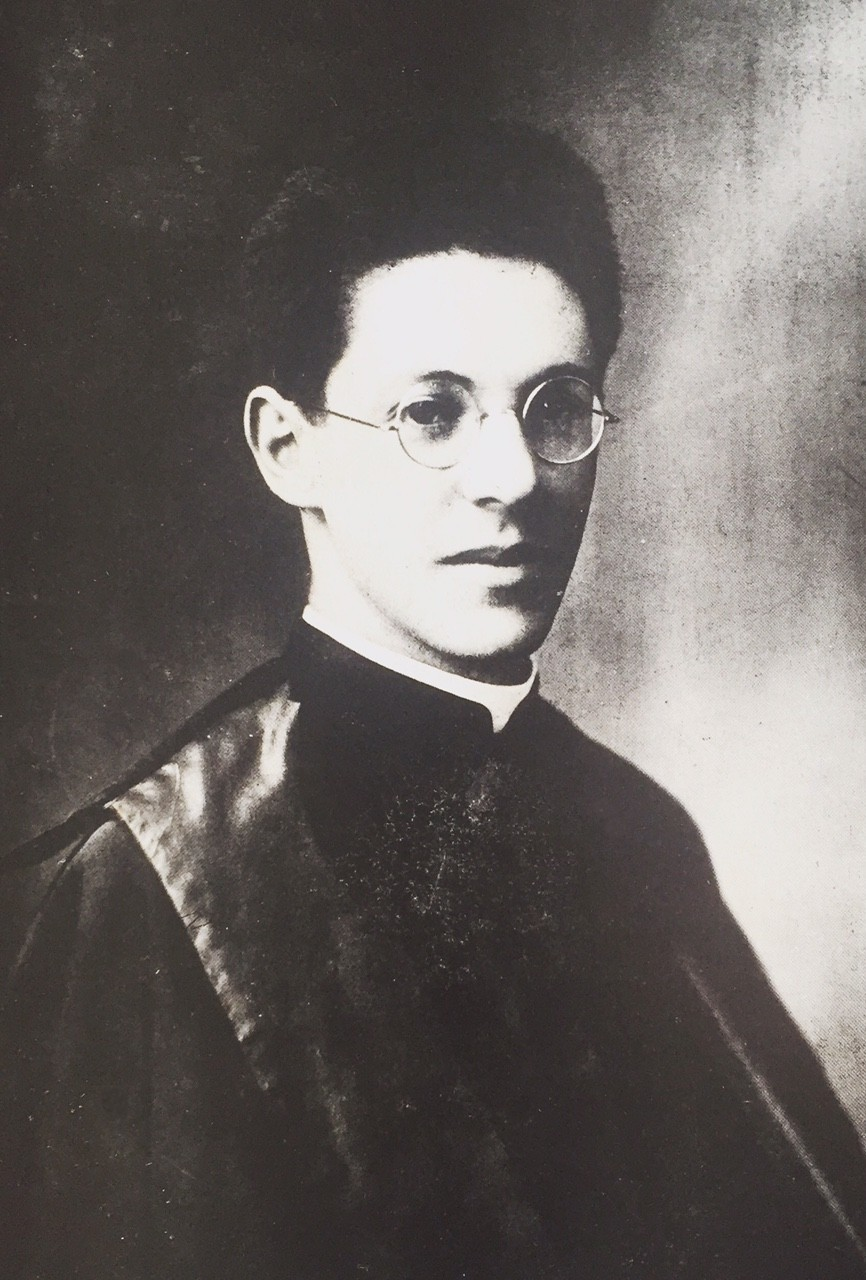
El joven presbítero José Humberto Quintero.

Nacido en una familia clase media, el 22 de septiembre de 1902 en Estado Mérida, José Humberto Quintero, atraído por la vocación sacerdotal decidió ingresar al Seminario de Mérida, tras lo cual se doctoró en Teología y Derecho Canónico en el Colegio Pío Latinoamericano de Roma, culminando su brillante carrera sacerdotal en 1926, con tan sólo 24 años. Posteriormente, regresa a su país en calidad de Secretario de la Nuciatura Apostólica en Venezuela.

## Ministerio presbiteral
Tras su regreso a Venezuela en 1926, de mano del Nuncio Apostólico, Felipe Cortesi, recibe la ordenación sacerdotal el 22 de agosto de 1926.  
Vuelve a Roma a continuar sus estudios de derecho canónico, los cuales culmina en 1928, año en que comienza su ministerio sacerdotal. Su primer destino es como teniente cura de Santa Cruz de Mora (Edo. Mérida); y luego el arzobispo metropolitano de Mérida, monseñor Acacio Chacón, lo designa como su secretario de cámara y gobierno y además es maestro de ceremonias de la catedral, vicario general del arzobispado y canónigo magistral del Cabildo Eclesiástico de Mérida. Por varios años, será jefe del servicio de las capellanías militares, institución que ayuda a organizar. 

## Episcopado

### Arzobispo Coadjutor de Mérida (Venezuela)
En 1953, el Papa Juan XXIII lo nombró Obispo Titular de Acrida y Arzobispo Coadjutor de la Arquidiócesis de Mérida, siendo consagrado en Roma el 6 de septiembre de 1953.

### Arzobispo de Santiago de León de Caracas
El 31 de agosto de 1960, el Papa Juan XXIII lo nombró XII Arzobispo Metropolitano de la Arquidiócesis de Caracas, tras haber quedado vacante por el fallecimiento de Mons. Rafael Ignacio Arias Blanco.

## Cardenalato
Durante el Consistorio Ordinario Público del 19 de enero de 1961, el Papa Juan XXIII lo proclamó Cardenal de la Iglesia Católica, convirtiéndose en el primer cardenal venezolano de la historia del país.
Durante su episcopado, se concretaron las negociaciones que llevaron a la firma del convenio entre el Gobierno venezolano y la Santa Sede, que determina en la actualidad las relaciones entre la Iglesia católica y el Estado venezolano.
Participó en el Cónclave de 1963 convirtiéndose en el primer Cardenal venezolano en ser parte de la elección del nuevo sumo pontífice, tras la muerte de Juan XXIII, siendo escogido Pablo VI, así como en los dos cónclaves realizados en 1978, en el mes de agosto donde Juan Pablo I fue elegido, y posteriormente, en el mes de octubre, siendo electo el papa Juan Pablo II.

### Arzobispo Emérito de Santiago de León de Caracas
El Cardenal Quintero rigió la diócesis caraqueña hasta el 24 de mayo de 1980, en que el papa Juan Pablo II le acepta su renuncia debido a quebrantos de salud. Desde 1972 se había separado del Gobierno arquidiocesano, que ejerció Mons. José Alí Lebrún Moratinos, como Administrador Apostólico y Arzobispo Coadjutor, pudiendo sucederlo.

## Fallecimiento
El Emmo. Sr. Cardenal José Humberto Quintero Parra falleció el 8 de julio de 1984, a los 81 años de edad, en Caracas, Venezuela.

## Desempeño en otros ámbitos
Admirador del Libertador, Simón Bolívar, los discursos del Cardenal Quintero, frecuentemente tuvieron al Héroe Nacional Venezolano, como constante, ya fuese como alusión o en honor al personaje. Estos discursos fueron recopilados en el libro Páginas Bolivarianas.
Desde su juventud, el cardenal Quintero fue un cultor de las letras. Entre sus más importantes discursos se encuentran los que pronunció en Mérida con ocasión del centenario de la muerte del Libertador (diciembre 1830): Bolívar magistrado católico y Ante la tumba de Bolívar. El Gobierno del estado Mérida publicó, en 3 volúmenes, la mayoría de sus discursos tanto eclesiásticos como patrióticos. En 1961, fue elegido individuo de número de la Academia de la Historia, a la cual se incorporó con una investigación sobre el obispo Gonzalo de Angulo. Fue también numerario de la Academia Venezolana de la Lengua (16.7.1979). Además de los tres volúmenes de sus discursos, su bibliografía se complementa con trabajos sobre historia eclesiástica de Venezuela, sobre Bolívar y con varios libros de memorias.
| Predecesor: Rafael Ignacio Arias Blanco | Arzobispo de Caracas 1960 - 1980                                            | Sucesor: José Alí Lebrún Moratinos |
| Predecesor: John Francis O'Hara         | Cardenal Presbítero de Santos Andrés y Gregorio del Monte Celio 1961 - 1984 | Sucesor: Edmund Szoka              |